# About Love
About Love — второй студийный альбом французской группы Plastiscines. Релиз состоялся 21 июня 2009 года.

## Песни
Три композиции с данного альбома были доступны с 21 апреля 2009 года на EP «Barcelona», содержащем синглы «Barcelona», «You’re No Good» и «I Could Rob You». «Barcelona» была песней недели в течение первой недели января 2010 года по версии iTunes.
Также, композиции «Barcelona», «Bitch» и «I Am Down» были включены в одну из серий сериала «Сплетница» (серия № 3 — «They Shoot Humphreys, Don't They», эпизод 9).

## Список композиций
1. «I Could Rob You» — 3:26
2. «Barcelona» — 3:21
3. «Bitch» — 3:07
4. «Camera» — 2:25
5. «From Friends to Lovers» — 2:56
6. «Time to Leave» — 3:51
7. «I Am Down» — 4:11
8. «Another Kiss» — 2:54
9. «Pas Avec Toi» — 2:58
10. «Runnaway» — 3:43
11. «You’re No Good» — 3:06
12. «Coney Island» — 3:26